# موريس هوران
موريس هوران (بالإنجليزية: Maurice Horan)‏ هو لاعب كرة القدم الغالية أيرلندي، ولد في 1976 في Ballinrobe ‏ في جمهورية أيرلندا.